# Stephanskirchen
Stephanskirchen – gmina w Niemczech, w kraju związkowym Bawaria, w rejencji Górna Bawaria, w regionie Südostoberbayern, w powiecie Rosenheim. Leży około 4 km na wschód od Rosenheim, przy linii kolejowej Monachium – Salzburg.

## Demografia
Dane o ludności z 31 grudnia 2008:
| Opis                                | Ogółem | Ogółem | Kobiety | Kobiety | Mężczyźni | Mężczyźni |
| ----------------------------------- | ------ | ------ | ------- | ------- | --------- | --------- |
| Jednostka                           | osób   | %      | osób    | %       | osób      | %         |
| Populacja                           | 9856   | 100    | 5172    | 52,48   | 4684      | 47,52     |
| Wiek przedprodukcyjny (0–17 lat)    | 1739   | 17,64  | 897     | 9,1     | 842       | 8,54      |
| Wiek produkcyjny (18–65 lat)        | 5964   | 60,51  | 3074    | 31,19   | 2890      | 29,32     |
| Wiek poprodukcyjny (powyżej 65 lat) | 2153   | 21,84  | 1201    | 12,19   | 952       | 9,66      |

## Polityka
Rada gminy składa się z 20 osób.
|      | CSU | SPD | PFB | BP | Razem |
| 2008 | 9   | 5   | 5   | 1  | 20    |
| 2002 | 9   | 6   | 4   | 1  | 20    |